# Mauro Job Pontes Júnior

EC Novo Hamburgo
Mauro Job Pontes Júnior (* 10. Dezember 1989 in Canoas), auch Maurinho genannt, ist ein brasilianischer Fußballspieler.

## Karriere
Seinen ersten Vertrag unterschrieb Maurinho 2011 beim brasilianischen Club CA Metropolitano in Blumenau. Nach einem Jahr wechselte er nach Belarus zum dortigen FK Dinamo Minsk, einem Verein, der in der höchsten Spielklasse des Landes, der Wyschejschaja Liha, spielte. Im gleichen Jahr ging er wieder in seine Heimat Brasilien zurück und schloss sich XV de Indaial, einem Verein, der im Bundesstaat Santa Catarina beheimatet ist, an. Über die brasilianischen Stationen CA Metropolitano, Internacional Porto Alegre, ABC Natal, Criciúma EC und Oeste FC wechselte er 2016 nach Südkorea. Hier unterschrieb er einen Vertrag bei Jeonnam Dragons. Der Verein spielte in der K League Classic, der höchsten Spielklasse des Landes, und ist in Gwangyang ansässig. 2017 ging er zum Ligakonkurrenten FC Seoul, wo er neun Spiele bestritt. Im gleichen Jahr wechselte er wieder nach Brasilien. Hier spielte er bis Juni 2019 für Avaí FC und Associação Ferroviária. Im Juni 2019 wechselte er wieder nach Asien und unterschrieb einen Vertrag in Thailand beim Erstligisten PT Prachuap FC. Hier spielte er die Rückserie in der ersten Liga und bestritt 13 Spiele. 2020 ging er wieder nach Brasilien, wo er sich dem Clube de Regatas Brasil in Maceió anschloss. Mit CRB gewann er die Staatsmeisterschaft von Alagoas. Ende Oktober 2020 ging er für einen Monat zu seinem ehemaligen Verein Associação Ferroviária. Im Dezember 2020 zum Vila Nova FC nach Goiânia. Mit Vila Nova wurde er Meister der Série C. Über die brasilianischen Stationen EC Novo Hamburgo, EC São Bernardo, Botafogo FC (PB), CE Aimoré, Uberlândia EC und Veranópolis ECRC kehrte er im Sommer 2022 zum PT Prachuap FC nach Thailand zurück. Nach sechs Erstligaspielen wurde sein Vertrag im Dezember 2022 wieder aufgelöst. Im Januar 2023 kehrte er in seine Heimat zurück. Hier unterschrieb er einen Vertrag bei seinem ehemaligen Verein EC Novo Hamburg. Nach fünf Spielen in der Staatsmeisterschaft von Rio Grande do Sul wurde er am 9. März 2023 an den Manauara EC ausgeliehen.

## Erfolge
PT Prachuap FC
- Thailändischer Ligapokal: 2019

Vila Nova FC
- Série C: 2020

Clube de Regatas Brasil
- Staatsmeisterschaft von Alagoas: 2020